# エルミタージュ (小惑星)
エルミタージュ (4758 Hermitage) は、小惑星帯にある小惑星。リュドミーラ・チェルヌイフがクリミア天体物理天文台で発見した。
サンクトペテルブルク（発見当時はレニングラード）にあるエルミタージュ美術館に因んで名付けられた。